# 鐵線蛇
鐵線蛇（學名：Calamaria pavimentata），又名尖尾两头蛇，是蛇亞目游蛇科鐵線蛇亞科鐵線蛇屬下的一種蛇類，主要分布於亞洲印度、馬來西亞、泰國、寮國、越南、柬埔寨、緬甸、中國（包括海南島）、台灣、日本（琉球群島）。標準產地是印尼爪哇。

## 習性
鐵線蛇屬於穴居的蛇類，生性隱蔽，多棲息在森林的底層、枯葉堆中，為了方便活動，尾巴已退化成角膜狀，食物則以蠕蟲、蚯蚓等無脊椎動物為食。

## 保护
本种于2023年被收录入《有重要生态、科学、社会价值的陆生野生动物名录》。

## 外部連結
- （英文）TIGR爬蟲類資料庫：鐵線蛇 （页面存档备份，存于）
- https://web.archive.org/web/20081007101051/http://homepage3.nifty.com/japrep/snake/namihebi/others/text/emiyara.htm

1. ↑  . The IUCN Red List of Threatened Species 2012.   [13 October 2012].
2. ↑  . 中华人民共和国中央人民政府. 2023-06-26  [2023-11-12]. （原始内容存档于2023-10-09）.